# Filip (general d'Antígon)
Filip (en llatí Philippus, en grec antic Φίλιππος) fou un oficial macedoni que havia servit sota Alexandre el Gran, i va participar en totes les seves campanyes i, per tant, era un home amb molta experiència. A la mort del rei va ser un dels que va triar Antígon el Borni per posar-lo al costat del seu jove fill Demetri Poliorcetes i per assistir-lo a la seva primera campanya del 314 aC mentre li manqués experiència, segons diu Diodor de Sicília.
Probablement és el mateix Filip esmentat el 302 aC al front de la ciutadella de Sardes, quan la resta de la ciutat havia estat ja entregada pel general Fènix de Ténedos a Prepelau, general de Cassandre de Macedònia.